# Herbert Taylor (militare)
Il tenente generale Sir Herbert Taylor (Bifrons, 29 settembre 1775 – Roma, 20 marzo 1839) è stato un ufficiale inglese, che fu il primo segretario privato del sovrano del Regno Unito, al servizio di Giorgio III, Giorgio IV e Guglielmo IV.

## Carriera militare

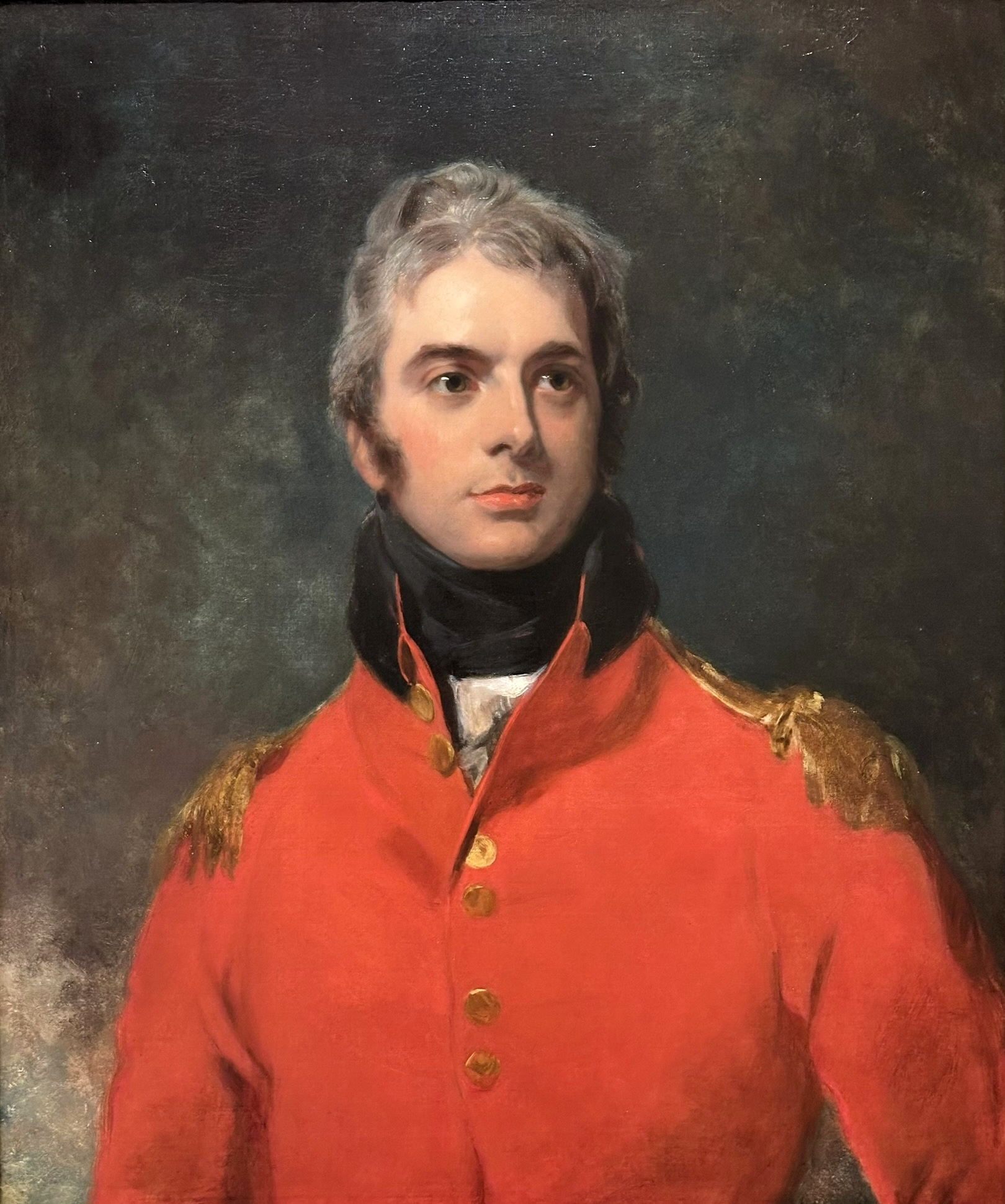
Ritratto di Thomas Lawrence, 1800 circa

Taylor era figlio del reverendo Edward Taylor di Bifrons, Patrixbourne, nel Kent e di sua moglie Margaret Payler figlia di Thomas Turner Payler di Ileden, morto a Bruxelles nel 1780. Il diplomatico Sir Brook Taylor era suo fratello minore. Si unì al 2° Dragoon Guards come cornetta nel 1794. Più tardi quello stesso anno fu promosso a tenente e poi l'anno successivo a capitano. Nel 1795, servì come assistente segretario e aiutante di campo del Duca di York, allora comandante in capo dell'esercito britannico. Taylor fu in seguito assistente segretario militare del Duca di York, carica che mantenne fino al 1798. In seguito fu maggiore. Nel 1798, fu nominato aiutante di campo, segretario militare e segretario privato del marchese Cornwallis, Lord luogotenente d'Irlanda. L'anno seguente tornò al servizio del Duca di York e vi rimase fino al 1805, anche se nel 1801 fu trasferito al 9° Reggimento delle Indie Occidentali come tenente colonnello.
Tuttavia, l'anno seguente, con un periodo di relativa calma nel mezzo delle guerre napoleoniche, gli fu assegnato il salario dimezzato. In quell'anno si unì alle Coldstream Guards, nelle quali divenne colonnello brevettato nel 1810. Nel 1805 divenne segretario privato di re Giorgio III e, dal 1811, segretario privato della regina Carlotta, la regina consorte. Mantenne quell'incarico fino al 1818.
Taylor comandò una brigata ad Anversa dal 1813 al 1814 e fu inviato in missione diplomatica da Carlo XIV Giovanni di Svezia nel 1814. Fu membro del Parlamento (MP) per Windsor dal 1820 al 1823. Dal 1820 al 1827, fu ambasciatore a Berlino e poi segretario militare, essendo diventato colonnello a vita dell'85° reggimento di fanteria nel 1823. Fu il primo e principale aiutante di campo di re Giorgio IV nel 1827 e anche vice segretario alla guerra. Dal 1828 al 1830 fu aiutante generale delle forze armate. Divenne segretario privato del nuovo re, Guglielmo IV, nel 1830.  Alla morte del re nel 1837 si ritirò, sebbene fosse stato il primo e principale aiutante di campo della regina Vittoria dal 1837 al 1839.
Taylor divenne maggior generale nel 1813 e tenente generale nel 1825. Fu Maestro del St Katherine's Hospital, situato nel Regent's Park, e Maestro Ispettore e Ispettore Generale dell'Artiglieria dal 1828. Morì nel 1839. Il monumento a lui dedicato a St. Katherine è opera dello scultore Peter Rouw.